# Komisija za speleologiju Hrvatskog planinarskog saveza
Komisija za speleologiju je stručno tijelo Hrvatskog planinarskog saveza (HPS), a osnovana je 1956. HPS je jedna od krovnih udruga koje okupljaju planinarske i speleološke udruge koje se bave speleološkom djelatnošću u Hrvatskoj. Hrvatska je članica Međunarodne speleološke unije (UIS), a time i svi speleolozi koji djeluju u Hrvatskoj.
Danas Komisija ima dvadesetak članica koje djeluju na području cijele Hrvatske, a do danas su istražile više tisuća špilja i jama. Posebno su značajna istraživanja na speleološkim ekspedicijama i speleološkim logorima u Hrvatskoj i svijetu. Rezultati istraživanja velikih jama i špilja, koji uključuju istraživanja tri najdublje jame u Hrvatskoj, zapaženi su u svjetskim okvirima, te objavljeni u stručnoj i znanstvenoj literaturi. 
Jedan od osnovnih zadataka Komisije je školovanje speleologa koje se danas odvija kroz speleološke škole, seminare, ispite za naziv speleolog i instruktorske seminare. Prvi speleološki tečaj organiziran je 1957. godine u Ogulinu, zatim u Donjoj Cerovačkoj pećini 1958. te u Tounju 1960. godine. Organizacija speleoloških škola po programu Komisije započinje 1966., a od osnutka Zagrebačke speleološke škole 1971. godine one se organiziraju svake godine u Zagrebu, Splitu, Karlovcu, Šibeniku i drugim gradovima. Redovito se organiziraju seminari radi unaprjeđenja znanja iz pojedinih područja speleologije, a članovi Komisije sudjeluju na skupovima i seminarima u inozemstvu. Uz poticaj Komisije izdano je više stručnih publikacija i priručnika za potrebe speleološke edukacije. Do danas je pod Komisijom steklo naziv 53 instruktora speleologije, 175 speleologa, a edukacijom na speleološkim školama svake godine se školuje oko 80 speleoloških pripravnika.
Komisija za speleologiju se od 1979. do 1999. godine brinula o špilji Veternici kraj Zagreba, o uređenju turističkog dijela špilje te vođenju posjetilaca. Od 1999. godine brigu preuzima Park prirode Medvednica.

## Članice komisije za speleologiju
(SO – speleološki odsjek)
- DISKF Dinaridi
- SO PD Dubovac
- SD Đula - Medvedica
- SO HPD Imber
- SO HPD Imotski
- SU Kraševski zviri
- SO "Liburnija" HPD Paklenica
- SO HPD Mališćak
- SO HPD Mosor
- SO PD Promina
- SO PD Profunda
- SO HPD Sniježnica
- SO HPK Sveti Mihovil
- SO PDS Velebit
- SO HPD Željezničar

NEAKTIVNE ČLANICE
- SO HPD Biokovo
- SAK Speleološko-alpinistički klub Ekstrem
- SD Lika
- SO HPD Malačka-Donja Kaštela
- SO HPD Spivnik
- SO PK Split

TRAJNO NEAKTIVNE ČLANICE
- SO HPD Dubrovnik
- SO HPD Japetić
- SO HPD Kamenar

## Speleološka istraživanja
Istraživanja dubokih jama započinju 1957. godine kada je istražena jama Čudinka duboka 203 m. Godine 1961. je na južnom Velebitu organiziran je speleološki logor gdje je istražena 195 m duboka jama Vrtlina. Na speleološkoj ekspediciji 1975. godine na jami Puhaljki spušta se do dubine 318 metara. U ponoru Bunovac se 1977. godine dostiže se dubina 534 metara što ga čini prvom jamom dubljom od 500 metara u Hrvatskoj. 1980-ih istražuje se niz dubokih jama na Biokovu. 
Ekspedicije u Lukinu jamu u NP Sjeverni Velebit organizirane su od 1993-1995. godine. Lukina jama je nazvana po Ozrenu Lukiću-Luki, speleologu koji je poginuo kao hrvatski vojnik u domovinskom ratu na Velebitu. Jamski sustav Lukina jama-Trojama istražen je do dubine 1392 m što ga je u trenutku istraživanja svrstalo na 9. mjesto na listi najdubljih jama na svijetu, a i danas je najdublja jama u Hrvatskoj. Na dubini 1349 m Zoran Stipetić-Patak i Teo Barišić preronili su 1994. godine 57 m dug i 6 m dubok sifon u tada uronu na najvećoj dubini u jami na svijetu.
U 1320 metara dubokoj Slovačkoj jami na Sjevernom Velebitu istraživalo se od 1995. do 2002. godine, a u 788 m dubokoj jami Amfori na Biokovu od 1998. do 2002. godine. Godine 2003. otkrivena je u NP Sjeverni Velebit jama Velebita, danas treća po dubini u Hrvatskoj, koja do 2008. godine istražena do dubine 1026 m, a istraživanja još traju. U Velebiti je pronađena najdulja podzemna vertikala na svijetu, duboka 513 metara. 
Do danas je u Hrvatskoj istraženo 14 jama dubljih od 500 metara.
Prva ekspedicija u inozemstvo organizirana je 1982. godine u 1160 m duboku jamu Berger u Francuskoj, a slijedile su ekspedicije u Maroko 1983., u Tursku 1985., Picos de Europa u Španjolskoj 1986. i 1995., u Kinu 1989., u Austriju 1990., u Južnu Ameriku 1995., u Meksiko 1997., 1999., 2004., na Madagaskar 2001., u Laos 2002., u jamu Jean Bernard u Francuskoj 2002 i 2003., na Kubu 2004/2005. 
Tijekom ekspedicije u Lukinu jamu 1994. godine Ana Bakšić je u blizini dna jame otkrila novu životinjsku vrstu, endemsku pijavicu nazvanu Erpobdella mestrovi. Pijavica je kasnije pronađena samo u nekoliko najdubljih jama na Velebitu.

## Ugroženi krški fenomeni
Najdulja hrvatska špilja, preko 16 kilometara dug špiljski sustav Đulin ponor-Medvedica ispod grada Ogulina, te treća po duljini, 8,5 kilometara duga Špilja u kamenolomu Tounj danas su među najugroženijim krškim fenomenima u Hrvatskoj. Jedna od djelatnosti Komisije za speleologiju je poticanje zaštite speleoloških objekata i krškog podzemlja te edukacija građana o tome.